# Словацкая литература
Древнейшим памятником словацкой, или «словенской», как говорят сами словаки, литературы признаются церковные песнопения с словацкими вставками Вацлава Бзенецкого, 1385 года. Появление гуситов в земле словаков было причиною распространения у них чешских книг, например Кралицкой Библии, а с ними и чешского книжного языка, господствовавшего между ними безраздельно до конца XVII — начала XVIII века, да и в начале XIX века ещё представлявшего собой язык церковных книг у словаков-протестантов (подробнее см. Словацкая средневековая литература). Собственно словацкая литература в современном понимании (как литература на словацком языке) — явление относительно новое, насчитывающее менее трёхсот лет и возникшее под влиянием таких же причин, какие действовали и в других случаях «славянского возрождения», например у сербов, лужичан и т. п.

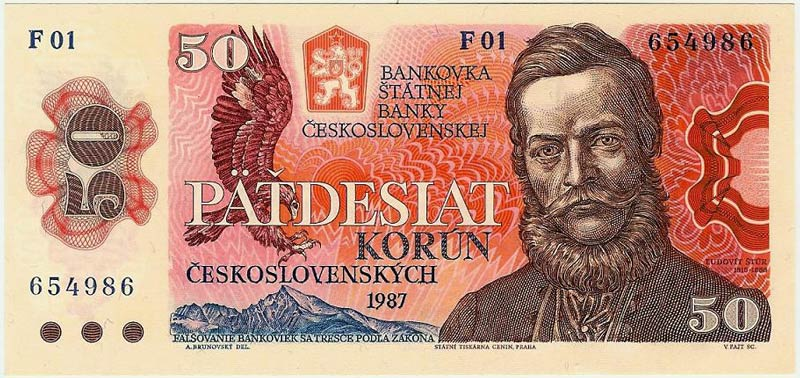
Людевит Велислав Штур
на банкноте Чехословакии

В развитии словацкой литературы можно различить два периода: до Людевита Велислава Штура и после него.
В первом периоде особенного внимания заслуживает деятельность начинателя словацкой литературы, католического священника Антона Бернолака (1762—1813), составителя нескольких крупных филологических работ по словацкому языку на латинском языке, например «Dissertatio philologico-critica de literis slavorum» (с приложением правил нового словацкого правописания, так называемой «бернолачины»), «Grammatica slavica» (с приложением словацких поговорок и пословиц), большого словацкого словаря в 6 томах (чешско-латино-немецко-мадьярский словарь, 1825—1827 гг., Будапешт) и др. Именно эти большие лингвистические и грамматические работы, а не несколько более ранних сочинений на сербском языке, составили славу Бернолака и определили его значение в родной словесности: с них началось общественное и литературное движение строго национального характера. Образовалось несколько патриотических кружков и обществ для издания словацких книг «бернолачиной», для их приобретения, для основания повременных изданий и альманахов (например, альманах «Zova», 1835—1840), для дальнейшей обработки языка и т. д. Из таких обществ особенное значение имели: Tovaryšstvo literneho umeňa slovenského, основанное в 1793 году в городе Тернове, и Spolek milovnikov reči a literatury slovenskej, учреждённое в 1834 году в Пеште словацким патриотом Мартином Гамулиаком. 

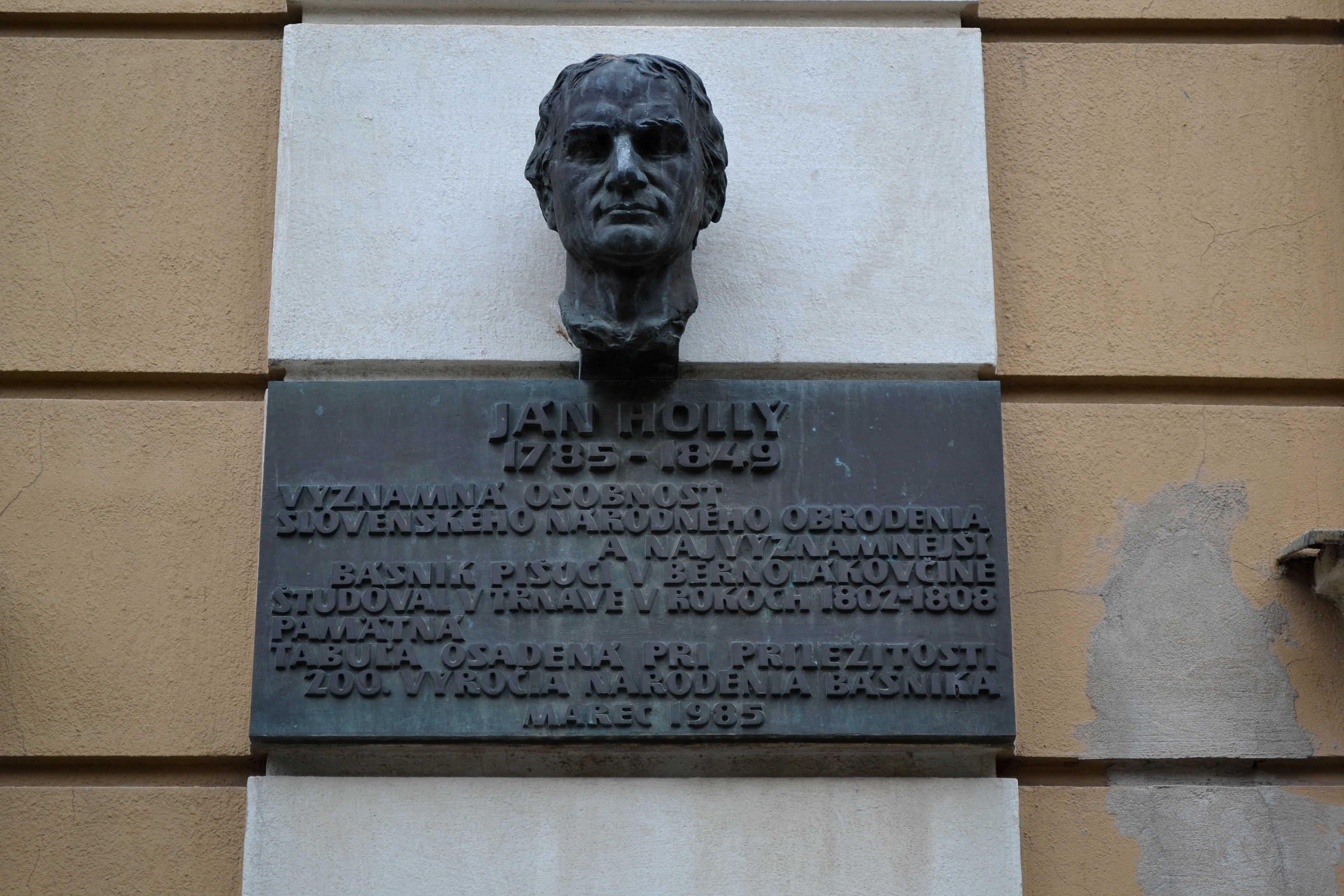
Памятная доска Яну Голлы

Вслед за католиками стали появляться сторонники народного словацкого языка и в среде протестантов, из круга которых вышел целый ряд словацких писателей: Богуслав Таблиц, Юрий Палкович, позднее Карол Кузмани, Шкультетый, Иосиф Гурбан, Само Халупка, Михал Годжа, Годра, Желло и другие. Важнейшим писателем первого периода был поэт Ян Голлы (или Ян Голый), католический священник (1785—1849), одинаково любимый среди всех слоев словаков. В поэзии Голлы народно-поэтическое содержание соединяется с античною греко-римскою формой. Из произведений Голлы особенно ценятся: героический эпос в 12 песнях «Svatopluk» (Святополк, 1833), героическая поэма в 6 песнях «Cirillo-Metodiada» (Кирилло-Мефодиада, 1835), поэма  «Slav» (1839), и, наконец, «Selanky», пятьдесят идиллий (1830—1835), написанных в подражание Феокриту и другим древнеклассическим идилликам. Во всех этих произведениях наиболее красивы описания, страдающие, однако, слишком усердным подражанием Гомеру (щит Ахиллов послужил, например, образцом для щита Святополкова, как и сам Святополк очень напоминает Ахилла). Поэмы Голлы, особенно «Слава», заключают в себе не много правдивых исторических элементов; гораздо более в них взятого из славянской мифологии или придумано автором. Оды Голого также имеют довольно важное историко-литературное значение. Так, в оде «Антонину Бернолаку» можно найти горячую филиппику против книжного чешского языка у словаков; в оде «Андрею Ришаку» Голый представил оценку и характеристику своей писательской деятельности, а в оде «Словацкому народу» вылилось пламенное национальное чувство поэта. Значение Голлы в словацкой литературе очень велико: он высоко поднял народный язык и дал ему художественную обработку. Под конец жизни он обратился от метрики к рифме; первый его «Katolicki spevnik» был еще написан в старом метрическом размере, но второй, вышедший в 1846 году, в отношении стихосложения уже совершенно соответствовал вкусам и запросам нового времени.
Второй период словацкой литературы в начале отмечен преимущественно деятельностью трех даровитых людей: Людевита Штура, Иосифа Гурбана и Михала Годжи, которые добились окончательного отделения словацкой литературы от чешской, несмотря на возражения и даже негодование со стороны чехов, притом таких, как Гавличек, Шафарик, Коллар; последний, будучи сам словаком, особенно сильно ратовал против самостоятельного значения словацкого литературного языка, но безуспешно. 
Вся деятельность Штура (1815—56) основывалась на идее всеславянского единства; его не влекло к себе чешско-словацкое единение, о котором хлопотали чехи и многие из протестантов-словаков. По почину и под редакцией Штура стала выходить с 1845 года долго не получавшая разрешения первая газета на народном словацком языке, «Slovenské národnie Novini», с литературным прибавлением «Orol Tatranski». Окончательное принятие словаками своего народного языка в качестве книжного содействовало пробуждению национального чувства и самосознания и способствовало сближению словаков-протестантов с словаками-католиками: деятели обоих исповеданий вместе стали собираться в патриотическом обществе «Татрин», и Голлы одобрил и благословил все начинания Штура и его приверженцев. Штуру пришлось выдержать тяжелую борьбу с чехами из-за литературного языка, его книжкам: «Nauka reči slovenskej» и «Norečja Slovenskuo», коими он старался обосновать свои новшества, Чешский народный музей противопоставил книгу, где собраны были взгляды и мнения разных влиятельных писателей и ученых, как чешских, так и словацких, говоривших в пользу книжного единства обоих племен. В последние годы своей жизни, лишенный возможности занимать правительственную или общественную должность (он был отставлен от профессорской кафедры в Пресбурге), преследуемый мадьярами, Штур проживал в уединении, занимаясь воспитанием детей своего брата Кароля, также словацкого патриотического писателя, и литературными работами.
Из школы Штура вышли наиболее даровитые словацкие поэты той эпохи: Андрей Сладкович (Браксаторис, 1820—72), Само Халупка (1812—83), Янко Краль (1822—1876), Ян Калинчак, Ян Ботто (1829—1881), Карл Кузмани (1806—1866), Людевит Желло (1809—1873), Вилиам Паулини Тот (1826—1877). Сладкович особенно известен обширною идиллической поэмой «Detvan», 1841 году, основною мыслью которой является вера в жизненность словацкого народа, назло вековой неприязни и несправедливостям исторической судьбы. Его небольшие лирические произведения с патриотическим, а иногда и с панславистским содержанием также нашли своего читателя. Само Халупка замечателен своими лирическими песнями, из которых многие усвоены народом, и несколькими балладами и поэмами, например «Stary vazeň» (узник), «Mor ho» (Бей его, переведен на русский А. Н. Майковым). В эпических произведениях Халупки не видно самобытного творчества. В словацкой литературе его иногда приравнивают к Кольцову, как Сладковича — к Пушкину (мера сравнения, разумеется, относительная).
Из беллетристов 1840—1860-х годов наиболее известны Ян Калинчак, Йозеф Милослав Гурбан (1817—1888), Микулаш Штефан Ферьенчик, Ян Францисци. Позднее дело отца продолжил Светозар Гурбан-Ваянский, сын Йозефа Гурбана; из его произведений Гурбана-Ваянского выдаются «Obrazky z ludu» (1880) и романы: «Letiace tiene» (в первом выпуске сборника «Besedy u dhmy») и «Sucha vatolest» (во втором выпуске, 1884 год). Ваянский был воспитан на Гоголе и Тургеневе; его произведения необходимы для всякого, кто хотел бы ознакомиться с тогдашним положением бедного словацкого народа, с его забывающим родной язык дворянством и с тяжелыми условиями его общественной и политической жизни. Много сделал Ваянский и для обогащения родной речи, которая достигает у него иногда замечательной силы и яркой образности. Он известен и своими эпическими и лирическими стихотворениями, напечатанными в сборниках — «Tatry a more» (1879), «Z pod jarma» (1887) — или отдельно, как, например, народная поэма «Vilin» (1886), метко и ярко рисующая жизнь словаков той эпохи.
Из других словацких поэтов того времени наиболее заметны полковой священник Андрей Белла с его сборником «Piesni» (1880) и особенно адвокат Павол Орсаг-Гвездослав, лирик по преимуществу, что отражается даже на его стихотворениях эпического склада, каковы, например, фантастическо-аллегорическая поэма «Oblaky», идиллия «Hajnikovazěna» (см. «Sobrané spisy hàsnické» Hviezdoslava»). Ваянский, Людмила Подъяворинская, Само Бодицкий известны удачными переводами стихов Александра Пушкина. Из беллетристов-бытописателей деревни начала XX века выдается Кукучин.
Словакия стала частью королевства Венгрия в XI—XIV веках, а затем позднее находилась в составе Австро-Венгрии. На начало XX века почти вся литературная деятельность словаков сосредоточивается в городе Турчанском Св. Мартине, где выходило и единственное чисто литературное словацкое издание — «Slovenské pohľady», начатое ещё Й. Гурбаном и возобновленное его сыном. Власти Австро-Венгрии вынесли из революция 1848—1849 годов в корне неправильные выводы и, как свойственно большинству Империй накануне распада, пытались отстоять своё влияние многочисленными запретами. Духовная жизнь словацкого народа едва билась в тягостных условиях, созданных для нее мадьярской политикой. В начале 1870-х гг. правительство закрыло словацкие гимназии и народно-просветительное общество «Словенскую матицу», имущество которой — дом, обширные собрания древностей, рукописей и печатных книг, капиталы (до 100000 гульденов) — было изъято в казну. Правительство принимало все меры для мадьяризации народной школы и церкви. Словаки же в значительном числе эмигрировали в Новый Свет и тем ослабляли остающихся дома еще более. Однако словаки не теряли веры в свое дело. В среде словацкого народа шло неустанное движение к устройству новых просветительных и прочих учреждений вместо закрытых, хотя это и требовало огромных затрат со стороны обедневшего народа.
В 1918 году Австро-Венгерская империя распалась вслед за Российской, а вместе с тем канули в лету и многие прежние запреты. Некоторое время развитию словацкой литературы ничего не мешало, но затем разразилась Вторая мировая война, по окончании которой Сталин поставил у власти в Чехословакии назначенцев из Коммунистической партии Чехословакии, что дало цензуре новую жизнь. «Краткая литературная энциклопедия» описывает эти события довольно пафосно:
После 1949, когда на 1-м съезде чехословацких писателей был выдвинут лозунг борьбы за социалистич. реализм, в чеш. и словац. лит-рах стало появляться все больше произв. о социалистич. преобразованиях в стране. Они правдиво отражали революц. энтузиазм, трудовой подъем.
Хотя даже весьма политизированная «КЛЭ» вынуждена была признать: «В то же время нек-рые из них страдали облегченной трактовкой перспектив строительства социализма, упрощенно-схематически рисовали образ современника», что говорит о том, что издавались в стране труды отнюдь не самых талантливых авторов, а тех, кто был наиболее лоялен к коммунистическому строю.
Вскоре после распада СССР и Бархатной революции, Словакия, 1 января 1993 года, стала, впервые за много веков, независимым государством. С этого момента начался отсчет новой эры в истории словацкой литературы.